# ПМП-М
ПМП-М — понтонно-мостовой парк. Парк создан на базе парка ПМП.
Понтонно-мостовой парк ПМП-М предназначен для оборудования мостовых и паромных переправ. Из материальной части парка оборудуются мостовые переправы грузоподъемностью 60 т и 20 т и паромные переправы грузоподъемностью от 20 до 170 т. Основными перевозными паромами являются: 40-, 60-, и 80 тонные (из речных звеньев) и 110-, 150-тонные (из речных и береговых звеньев).

## Техническое описание
Модернизированный парк ПМП-М отличается от ПМП спрямленной палубой берегового звена, а также наличием комплекта гидродинамических щитов Савельева, такелажного паромного устройства, приспособлений для оборудования переправ при ледоставе и комплектом вспомогательного имущества. Допустимая скорость течения до 3 м/сек, волнение до 2 баллов.

### Характеристика звеньев
Речное звено (раскрытое):
- масса — 6790 кг;
- длина — 6750 мм;
- ширина — 8090 мм;
- высота — 1110 мм.
- грузоподъемность звена — 20 т.

### Состав понтонного парка ПМП-М
- 32 речных звена с автомобилями;
- 4 береговых звена с автомобилями;
- 2 выстилки с автомобилями;
- 16 буксирно-моторных катеров;
- 1 комплект вспомогательных принадлежностей, инструмента и запасных частей.

### Характеристика наплавных мостов
60-т наплавной мост:
- ширина проезжей части — 6,5 м;
- предельная длина моста — 227 м.

20-т наплавной мост:
- ширина проезжей части — 3,29 м;
- предельная длина моста — 382 м.

### Характеристика паромов
40-т паром:
- количество паромов собираемых из парка — 16;
- количество звеньев на один паром — 2 речных;
- длина парома — 13,5 м.

60-т паром:
- количество паромов собираемых из парка — 10;
- количество звеньев на один паром −3 речных;
- длина парома — 20,25 м.

80-т паром:
- количество паромов собираемых из парка — 8;
- количество звеньев на один паром — 4 речных;
- длина парома — 27 м.

130-т паром:
- количество паромов собираемых из парка — 4;
- количество звеньев на один паром — 6 речных, 1 береговое;
- длина парома — 46 м.

170-т паром:
- количество паромов собираемых из парка — 4;
- количество звеньев на один паром — 8 речных, береговых — 1;
- длина парома — 59,5 м.

## Операторы
- Россия[2]